# Mikel Villanueva
Mikel Villanueva Álvarez (ur. 14 kwietnia 1993 w San Cristóbal) – wenezuelski piłkarz występujący na pozycji obrońcy w portugalskim klubie Vitória Guimarães oraz w reprezentacji Wenezueli. Wychowanek Deportivo Táchira, w swojej karierze grał także w Deportivo Lara. Znalazł się w kadrze na Copa América 2016.